# 282903 Masada
282903 Masada este o planetă minoră (asteroid) din centura de asteroizi. A fost descoperită pe 20 aprilie 2007 la Borbona de Vincenzo Silvano Casulli⁠(d). 
Obiectul prezintă o orbită caracterizată de o semiaxă mare de 2,3029502959608 UAi, o excentricitate de 0,06, o înclinație de 6,9 ° în raport cu ecliptica.